# Gymnostomum unguiculatum
Gymnostomum unguiculatum är en bladmossart som beskrevs av Philibert in Husnot 1879. Gymnostomum unguiculatum ingår i släktet kalkkuddmossor, och familjen Pottiaceae. Inga underarter finns listade i Catalogue of Life.